# Sinfonik
Sinfonik oder Symphonik ist eine Kurzbezeichnung für Sinfonische bzw. Symphonische Musik. Die Verwendung dieser Bezeichnungen, die vornehmlich mit der Sinfonie assoziiert werden, ist nicht einheitlich und umfasst u. a. folgende Bedeutungsaspekte:
- Im Sinne des griechisch-lateinischen Ursprungsworts Symphonia (=Zusammenklang), das (neben anderen Bedeutungen) sich auf jegliche Form „zusammenklingender“ vokaler und/oder instrumentaler Mehrstimmigkeit bezog, ist sinfonische Musik gleichbedeutend mit mehrstimmiger Musik. In Anlehnung an das italienische Ursprungswort sinfonia wäre sie jedoch auf mehrstimmige Instrumentalmusik beschränkt. (In diesen sehr allgemeinen Bedeutungen wird der Begriff jedoch heute nur noch selten verwendet.)
- Bisweilen (z. B. im Rundfunk) wird der Begriff Sinfonische Musik sehr pauschal gefasst und fast synonym mit Bezeichnungen wie Klassische Musik, Ernste Musik oder Kunstmusik verwendet.[1] Der Begriff dient dann lediglich zur Abgrenzung gegen andere Musikrichtungen wie Volksmusik, Schlager, Popmusik etc.
- Im engeren Sinne versteht man unter sinfonischer Musik hauptsächlich Orchestermusik, wie sie seit ca. 1800 in bürgerlichen Konzertsälen zur Aufführung gelangt. Typisch für diese Musik ist eine vergleichsweise große Instrumentalbesetzung (Sinfonieorchester). Werden Singstimmen ergänzend hinzugezogen, spricht man von Vokalsinfonik.
Die sinfonische Musik setzt sich ab von der konzertanten und der Kammermusik, wobei jedoch gewisse Überschneidungen eine klare Grenzziehung verhindern.
- In neuerer Zeit werden auch bestimmte Musikgattungen als „sinfonisch“ bezeichnet, wenn sie einen sinfonischen Klang anstreben, z. B. Sinfonische Blasmusik, Sinfonische Filmmusik, Symphonic Jazz, Symphonic Rock, Symphonic Metal.

## Spezielle sprachliche Verwendungen

### TerminusSinfonik
Sinfonik verwendet man gerne
- für das sinfonische Schaffen (Sinfonien, sinfonische Dichtungen u. a.) eines Komponisten, einer Epoche oder eines Landes:
  - die Sinfonik Beethovens, die romantische Sinfonik, die russische Sinfonik,
- für die Art der sinfonischen Gestaltung:
  - Die Sinfonik Mahlers unterscheidet sich von der Bruckners durch eine Vorliebe für ungewöhnliche Klangwirkungen.
  - Die Brahmssche Sinfonik orientiert sich am Vorbild Beethovens.

Das Kürzel Sinfonik erlaubt gegenüber der langen Bezeichnung sinfonische Musik elegantere Formulierungen: „Romantische Sinfonik“ klingt glatter als „romantische sinfonische Musik“.

### Terminussinfonisch
- Das Beiwort sinfonisch erscheint gelegentlich als Bestandteil von Werktiteln:
  - Sinfonische (symphonische) Tänze (Grieg, Rachmaninow, Hindemith).
Hier weist das Attribut sinfonisch vor allem darauf hin, dass die Musik nicht für den Tanzboden, sondern für den Konzertsaal gedacht ist.
  - Paul Hindemith: Sinfonische Metamorphosen über Themen von Carl Maria von Weber
  - Claude Debussy: La Mer, trois esquisses symphoniques pour orchestre
Die beiden letzten Werke haben z. B. durch ihre mehrsätzige Anlage eine gewisse Nähe zur Sinfonie. In ihren Titeln kommt diese Sinfonieähnlichkeit zum Ausdruck, aber auch, dass sie keine eigentlichen Sinfonien sein wollen.
- Auch Orgeln mit zahlreichen Registern, insbesondere sogenannte Großorgeln, charakterisiert man als sinfonisch. Der Begriff wird auch für Orgel-Solostücke verwendet, die eine groß disponierte Orgel erfordern und im Gebrauch der Register die klangliche Variabilität des Orchesters nachahmen. Das gilt nicht nur, aber vor allem für französische Kompositionen der Romantik.[2] Gelegentlich tragen sie das Attribut „sinfonisch“ im Titel, z. B. César Francks Grande Pièce symphonique oder die Orgelsinfonien von Charles Marie Widor, Louis Vièrne und weiteren Komponisten.

## Das Verhältnis der Sinfonik

### Kammermusik
Das Verständnis von Kammermusik als Musik für kleine, meist solistisch besetzte Instrumentengruppen hat sich erst seit etwa 1830 allgemein durchgesetzt.
Ursprünglich bezog sich die Bezeichnung Kammermusik nicht auf die Größe der Ensembles, deren Repertoire auch Musik für Orchester einschloss, sondern auf die fürstliche „Kammer“, für die sie bestimmt war. In diesem Sinne muss also auch die „Sinfonik“ der Vorklassik bis hin zu den frühen Sinfonien Haydns und Mozarts zur Kammermusik gerechnet werden. Der Durchbruch zur „großen“ Sinfonik erfolgte z. B. bei Haydn (nach seinem Ausscheiden aus fürstlichen Diensten) mit seinen Londoner Sinfonien.
In zunehmendem Maße verlor die Sinfonik im ausgehenden 18. und vor allem im 19. Jahrhundert den Charakter höfischer Kammermusik und wurde zu einem bestimmenden Element bürgerlicher Konzertveranstaltungen. Während sich die Kammermusik auf kleinere solistische Besetzungen reduzierte, dehnte sich die sinfonische Musik in Anpassung an immer größere Konzertsäle hinsichtlich Klangfülle und Vielfalt der Orchesterbesetzung immer mehr aus. In Gustav Mahlers VIII. Symphonie, der Alpensinfonie von Richard Strauss oder Strawinskys Le Sacre du printemps erreicht die Orchesterbesetzung geradezu gigantische Ausmaße.
Als Reaktion auf diese sinfonische Gigantomanie etablierte sich in der ersten Hälfte des 20. Jahrhunderts auch eine Gegenbewegung, die auf eine Rückkehr zu bescheideneren „kammermusikalischen“ Besetzungen drängte. Arnold Schönbergs Kammersinfonien Opus 9 und Opus 38 z. B. sind für 15 bzw. 19 solistisch besetzte Instrumente komponiert. Da hiermit die lexikalisch manifeste „kammermusikalische“ Obergrenze von zehn Spielern überschritten wird, ist die wegen der solistischen Besetzung naheliegende Zuordnung zur Kammermusik nicht eindeutig. Auch die gleichzeitig aufkommenden Kammerorchester bewegen sich im Grenzbereich zwischen Sinfonik und Kammermusik.

### Konzertante Musik
Von der konzertanten Musik unterscheidet sich die sinfonische dadurch, dass bei ihr der Aspekt gleichberechtigten Zusammenwirkens von Stimmen zum Zwecke des „Zusammenklingens“ im Vordergrund steht, wogegen bei konzertanter Musik das Moment des „kämpferischen Wettstreits der Solisten untereinander und mit dem Orchester“ die Hauptrolle spielt. Eine exakte Unterscheidung ist jedoch nicht möglich, da die Übergänge fließend sind, wie das Beispiel der Symphonie concertante zeigt, und es im Folgenden weiter verdeutlicht wird.
Der Begriff Konzert kommt vom italienischen concerto ‚Übereinstimmung‘, ‚Vereinigung‘. Concerto bezeichnete anfangs sowohl die Gruppe der Musizierenden als auch die von ihnen dargebotene Vokal- und/oder Instrumentalmusik, ohne eine nähere Spezifizierung zu beinhalten. Die Bezeichnung wurde in dieser Allgemeinheit bis ca. 1700 verwendet, austauschbar mit verwandten Bezeichnungen wie concento oder sinfonia. Das heißt: anfangs war ein Unterschied zwischen „konzertanter“ und „sinfonischer“ Musik nicht vorhanden. Dieser bildete sich erst heraus, als im 17. Jahrhundert Musizierformen entstanden, bei denen ein oder mehrere Solisten untereinander und/oder mit einer chorisch besetzten Gruppe (Orchester) in eine Art „Wettstreit“ traten. In diesem Zusammenhang wurde auch (z. B. von Michael Praetorius 1619) versucht, den Begriff Konzert (concerto) vom lateinischen concertare ‚kämpfen‘, ‚streiten‘, ‚wetteifern‘ herzuleiten, was allerdings von Teilen der Musikwissenschaft als „Fehletymologie“ gewertet wird.
Beim Virtuosenkonzert des 19. Jahrhunderts (Chopin, Paganini u. a.) stand das Soloinstrument dem geschlossenen Orchester gegenüber, dessen Rolle sich weitgehend auf Tuttistellen und Begleitung der Solopassagen beschränkte. In hoch- und spätromantischen, sowie modernen Konzerten (Schumann, Brahms, Grieg, Rachmaninoff, Prokofieff usw.) sind dagegen die Grenzen verwischt, da hier einerseits das Soloinstrument obligat ins Orchester einbezogen wird, andererseits aus dem Orchester Soli hervortreten, die mit dem eigentlichen Solo konzertieren oder gar von diesem nur begleitet werden. Solche Konzerte könnten auch als „Sinfonien mit obligatem Soloinstrument“ bezeichnet werden.
Die Begriffe Konzert und Sinfonie waren anfangs eins, drifteten dann deutlich auseinander, um sich letztlich wieder anzunähern. Ein prägnantes Beispiel für die Synthese des konzertanten und sinfonischen Prinzips ist Béla Bartóks Konzert für Orchester.

## Vokalsinfonik
Während die alte Bezeichnung Symphonia zunächst Vokalmusik ausdrücklich einschloss, bezog sich die Anfang des 17. Jahrhunderts aufkommende Bezeichnung Sinfonia auf reine Instrumentalstücke. Ebenso blieb die daraus sich entwickelnde Sinfonie bis Anfang des 19. Jahrhunderts eine ausschließlich instrumentale Gattung. Nach Beethovens 1824 uraufgeführter Neunter Sinfonie, die in ihrem Finalsatz Vokalsolisten und einen Chor einbezog, blieb die Sinfonie zwar weiterhin in der Hauptsache Orchestermusik, jedoch folgten einige Komponisten (Mendelssohn, Liszt, Mahler u. a.) Beethovens Beispiel und bauten vokale Passagen in ihre Sinfonien ein. Hierfür wurde der Begriff Sinfoniekantate geprägt, jedoch ist auch der Begriff Vokalsinfonie nicht unüblich, wie der folgende Werktitel zeigt:
 Hans-Christian Bartel: Vokalsinfonie „Lieder vom Menschen“ für Bariton, Chor und Orchester (2012).
Zur Vokalsinfonik müssen auch Orchesterlieder gerechnet werden, wie zum Beispiel:
- Richard Wagner: Wesendonck-Lieder (Orchesterfassung)
- Gustav Mahler: Kindertotenlieder, Das Lied von der Erde.

Eine besondere Art von Vokalsinfonik besteht in der Verwendung von Singstimmen als quasi instrumentale Klangfarbe:
- Debussy verwendet im dritten Stück seiner Nocturnes (Sirènes) einen Frauenchor, der ohne Text auf Vokalisen singend, den betörenden Gesang der Sirenen simuliert.
- Auch in Gustav Holsts Planeten kommt im letzten Satz (Neptune, the Mystic) ein vokalisierender Frauenchor zum Einsatz. Die hier innovativ angewandte Technik des Ausblendens wird im Artikel Fadeout beschrieben.
- Ennio Morricone setzt in seiner Musik zum Film Spiel mir das Lied vom Tod einen Solosopran ein, der („großes Gefühl“ repräsentierend) sich vokalisierend in das sinfonische Klangbild einfügt.